# Pterocryptis taytayensis
Pterocryptis taytayensis är en fiskart som först beskrevs av Herre 1924.  Pterocryptis taytayensis ingår i släktet Pterocryptis och familjen malfiskar. Inga underarter finns listade i Catalogue of Life.